# Eurasia International University

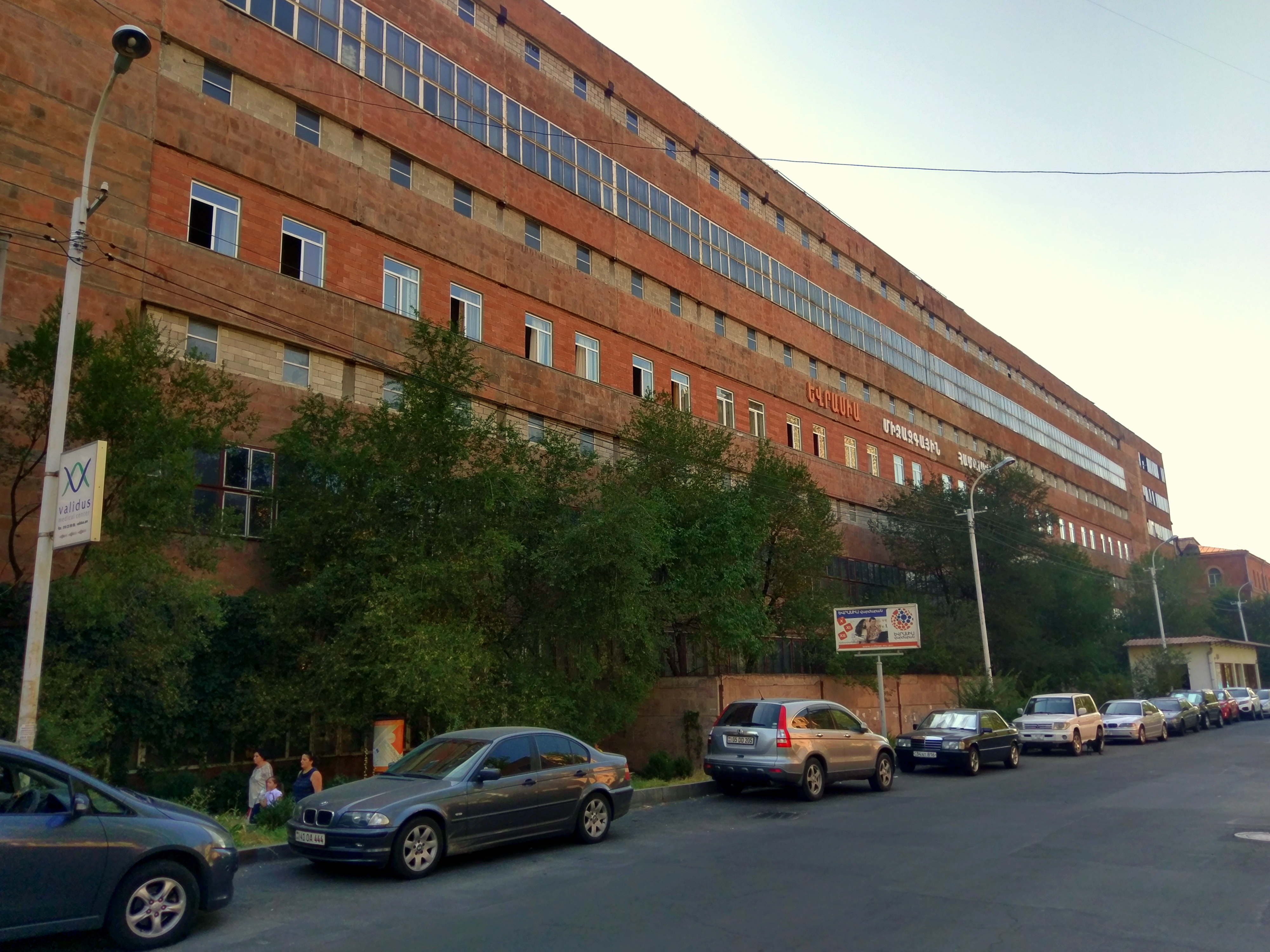
Universitätsgebäude (2018)

Die Eurasia International University (EIU, armenisch Եվրասիա միջազգային համալսարան Yevrasia mijazgayin hamalsaran, ԵՄՀ) wurde in Jerewan, Armenien, als Mchitar-Gosch-Universität im Jahre 1997 gegründet. Im Jahre 2004 wurde der Name in den jetzigen geändert. Sie befindet sich im Jerewaner Stadtbezirk Kanaker-Sejtun im Nordwesten der Stadt.
Die Internationale Universität Eurasia ist eine private Hochschule und war eine der ersten armenischen Universitäten, die Bologna-Reformen durchgeführt hat. Man unterrichtet in der Internationalen Universität Eurasia Rechtswissenschaft, Wirtschaftswissenschaft und fremde Sprachen. Die Lektoren und Dozenten, die in der Universität unterrichten, sind häufig Absolventen der Amerikanischen Universität in Armenien und der Staatsuniversität. Es gibt auch die Möglichkeit für die Studenten den Master Degree zu bekommen.
Die Universität arbeitet im Rahmen des Programms Erasmus+ mit ausländischen Universitäten zusammen.